# 中灘
中灘，又稱中洲灘，是位於南沙群島的一座暗灘，由海域中的暗沙長年累積而成，位於太平島和中洲礁中間，中華民國在2000年以後實際控制至今，由太平島守軍直接監控。

## 歷史
2013年，中華民國海軍在水道圖中標示出中灘的位置和深度。

## 地理位置
中灘位於南沙群島北部中央「鄭和群礁」的西北角，位居南海西側航道的東邊，西距太平島約1.5公里，東距中洲礁約3公里。

## 地質地形
中灘為水深約6～10公尺的暗灘，是一直徑約1.1公里的倒三角形珊瑚礁盤，盤頂有時會非常態性浮出水面，不排除其與太平島是一體的，也懷疑此暗灘其實為沙洲，如果為真戰略意義將不同凡響，把太平島、新生沙洲和中洲礁三點連成一線，至少可以延伸太平島機場，P-3C獵戶座海上巡邏機也可常態性的進入、進駐太平島，對於中華民國在南海主權的聲索，將會更為有力。